# Абеллий
Абеллий (лат. Abellius) — римский политический деятель первой половины IV века.
О биографии Абеллия сохранилось мало данных. В 306 году он занимал должность викария Рима. По сообщению византийского историка Зосима, Абеллий был убит в том же году потому, что выступил противником Максенция, поднявшего восстание в Риме.